# Wiktoryn Kowalski
Wiktoryn Kowalski herbu Korab (zm. 1594) – podsędek lwowski w latach 1583–1594, podstarości lwowski w latach 1583–1584, podstarości przemyski w latach 1570–1577, pisarz grodzki przemyski w 1566 roku.
Poseł na sejm 1585 roku z ziemi lwowskiej. Sędzia kapturowy ziemi lwowskiej i ziemi halickiej w 1587 roku. W czasie elekcji 1587 roku głosował na Zygmunta Wazę. Członek konfederacji rzeszowskiej 1587 roku.